# Яватмал
Яватмал (также — Йотмал, Еотмал; англ. Yavatmal, Yeotmal) — город в индийском штате Махараштра. Административный центр округа  Яватмал. Средняя высота над уровнем моря — 444 метра. По данным всеиндийской переписи 2001 года, в городе проживало 122 906 человек, из которых мужчины составляли 51 %, женщины — соответственно 49 %. Уровень грамотности взрослого населения составлял 74 % (при общеиндийском показателе 59,5 %). 12 % населения было моложе 6 лет.

## Персоналии
- Джавахарлал Дарда (1923—1997) — индийский политический и государственный деятель.